# Glenea sarasinorum
Glenea sarasinorum é uma espécie de escaravelho da família Cerambycidae. Foi descrita por Heller em 1896. É conhecida a sua existência em Sulawesi.